# Szentandrás (Liptószentmiklósi járás)
Szentandrás (más néven Liptószentandrás, szlovákul Liptovský Ondrej) község Szlovákiában, a Zsolnai kerületben, a Liptószentmiklósi járásban.

## Fekvése
Liptószentmiklóstól 7 km-re északkeletre található. Északkeleti részén egybeépült Jakabfaluval.

## Története
Magyarfalu határában keletkezett a 13. században, nevét Szent András apostolnak szentelt 13. századi gótikus templomáról kapta. Plébániáját 1332-ben a pápai tizedjegyzék már említi. A falu neve 1352-ben is szerepel egy Bohumír nevű nemes örökségének vitájával kapcsolatban. Az Andreánszky család birtoka volt. 1784-ben 45 házában 296 lakos élt.
A 18. század végén Vályi András így ír róla: „SZENT ANDRÁS. Tót falu Liptó Várm. lakosai katolikusok, fekszik Trnovecz-vize mellett, Okolitsnától egy mértföldnyire. E’ vidék egész Benedekfalváig Filiszteusok’ vőlgyének neveztetik; ámbár határjának 1/3 része sovány, de 2/3 része termékeny; fája tűzre, és épűletre van, legelője is elegendő.”
1828-ban 41 háza és 301 lakosa volt. Lakói mezőgazdasággal, ácsmesterséggel, majd a 19. századtól főként kőműves munkákkal foglalkoztak.
Fényes Elek 1851-ben kiadott geográfiai szótárában így ír a faluról: „Szent-András, (Svaty Andreas), tót falu, Liptó vmegyében, 72 kath., 229 evang. lak., kath. paroch. templom. Ez a környék Benedekfalváig Philiszteusok völgyének neveztetik. F. u. Andreánszky család. Ut. p. Rosenberg.”
A trianoni diktátumig Liptó vármegye Liptószentmiklósi járásához tartozott.
1928-ban árvíz, 1932-ben tűzvész sújtotta a községet, melyek nagy károkat okoztak.

## Népessége
| Év:            | 1994. | 2004.    | 2014.   | 2024.    |
| -------------- | ----- | -------- | ------- | -------- |
| Emberek száma: | 447   | 566      | 599     | 671      |
| Eltérés:       |       | +26,62 % | +5,83 % | +12,02 % |

| Év:            | 2023. | 2024.   |
| -------------- | ----- | ------- |
| Emberek száma: | 663   | 671     |
| Eltérés:       |       | +1,20 % |

1910-ben 317, túlnyomórészt szlovák anyanyelvű lakosa volt.
2001-ben 572 lakosából 565 szlovák volt.
2011-ben 600 lakosából 588 szlovák volt.
2021-ben 627 lakosából 620 (+1) szlovák, 1 magyar, (+1) ruszin, 5 egyéb és 1 ismeretlen nemzetiségű volt.

## Nevezetességei
- Szent András tiszteletére szentelt római katolikus temploma a 13. században épült. Tornyát 1647-ben építették. 1709-ben nagy része leégett, de újjáépítették. Freskói a 13.–15. századból származnak. Két gótikus oltára, a Szűz Mária oltár (1498) és a Szent András oltár (1512) ma a Magyar Nemzeti Galériában található. Mai főoltára 1780-ban, a Szent Család oltár 1747-ben készült. Szószéke és keresztelő medencéje 17. századi. Betleheme 18. századi népi alkotás. Harangjai 16. századiak, az elpusztult Szentistván falu templomából származnak.
- A falunak egy 16. századi reneszánsz kastélya van. A 18. és 19. században átépítették.
- A faluból délre kivezető út közvetlen közelében található néhány különleges, „páncélos sárgolyónak” nevezett sziklaképződmény, a legnagyobb csaknem két méteres.[6] 1970-ben fedezték fel őket.[7]

## Képek

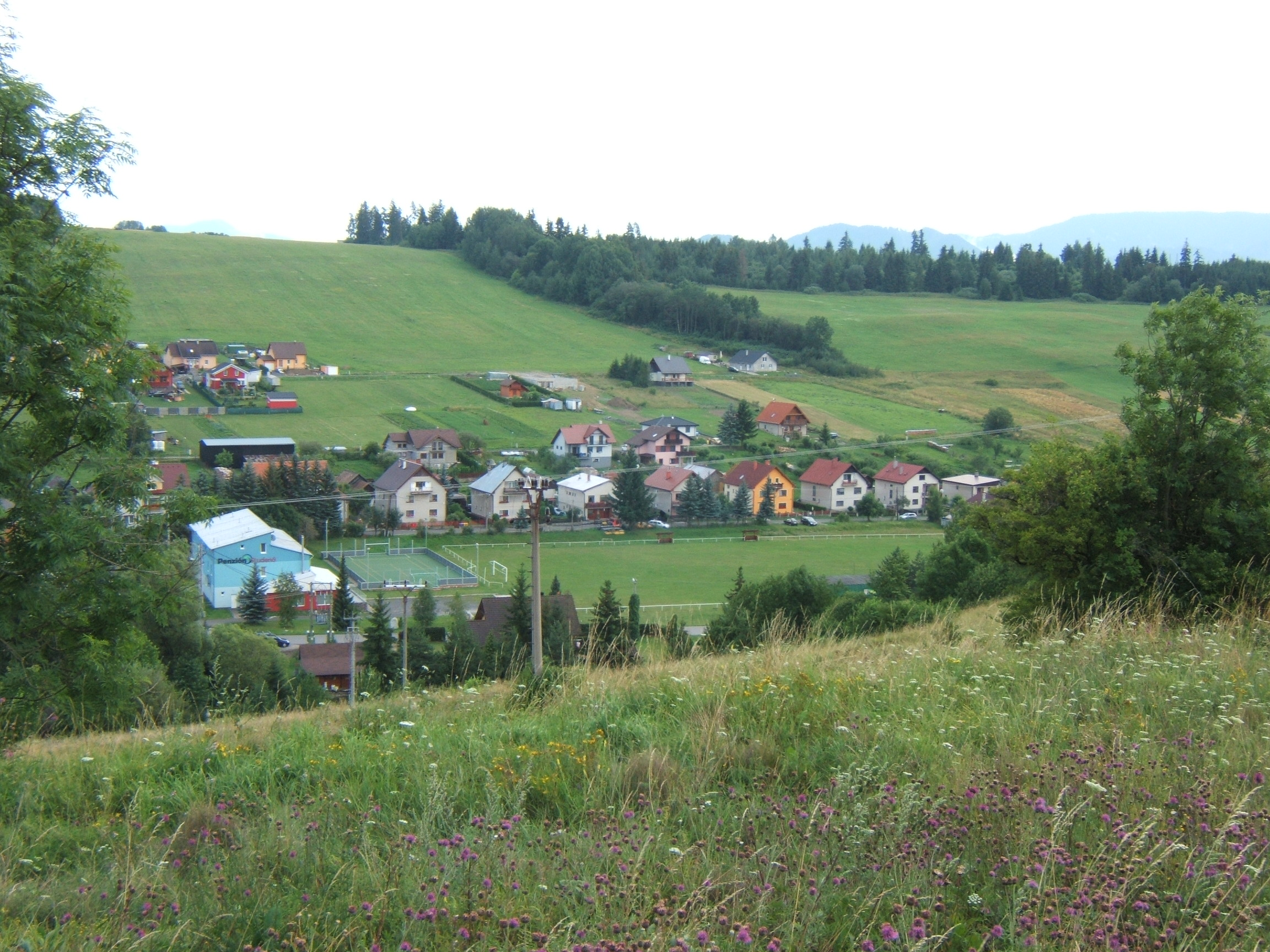
Liptószentandrás Jakabfalu felőli részének látképe
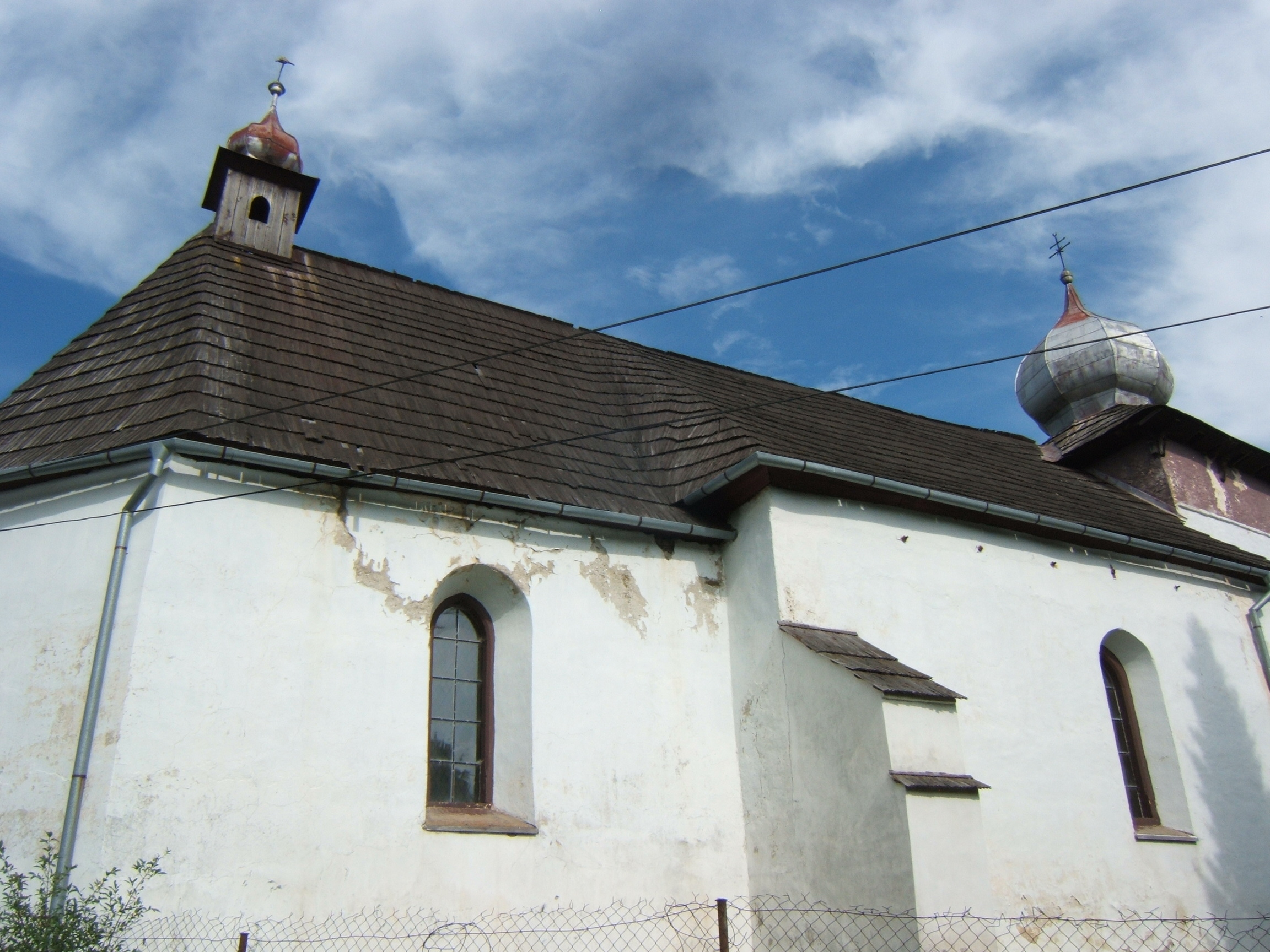
A Szent András-templom
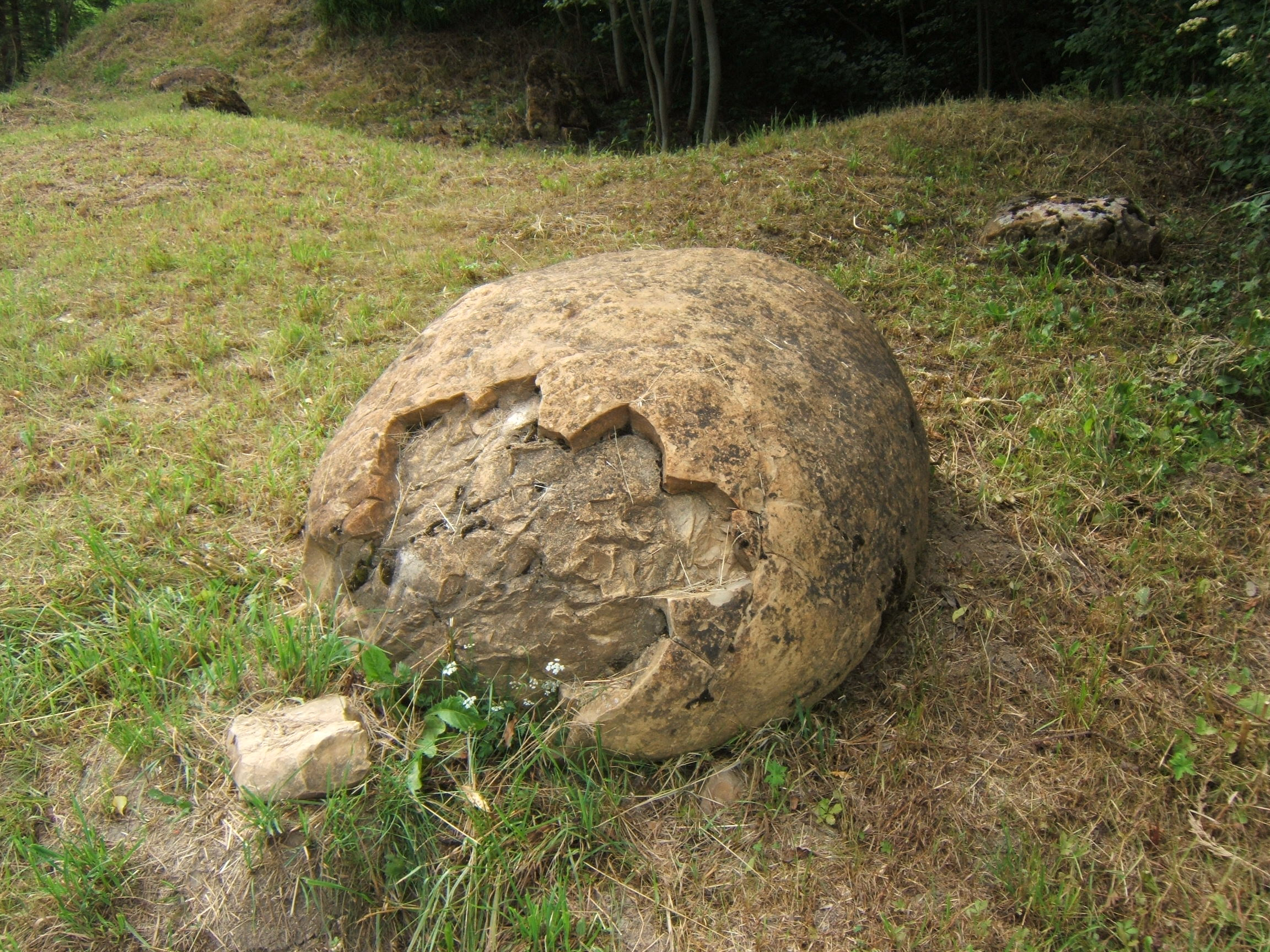
A legnagyobb „páncélos sárgolyó”

## Külső hivatkozások
- E-obce.sk Archiválva 2008. szeptember 16-i dátummal a Wayback Machine-ben
- Községinfó
- Liptószentandrás Szlovákia térkpén
- A liptószentandrási Mária-oltár, MNG
- A liptószentandrási Mária-oltár

- A liptószentandrási Szent András-oltár, MNG
- A liptószentandrási Szent András-oltár